# 2016 TO120
2016 TO120 est un objet transneptunien détaché, d'environ 128 km de diamètre.